# Nephila fenestrata
Nephila fenestrata är en spindelart som beskrevs av Tord Tamerlan Teodor Thorell 1859. Nephila fenestrata ingår i släktet Nephila och familjen Nephilidae.

## Utseende
Kroppen hos honor blir i genomsnitt 17,9 mm medan hanar blir 4,4 mm.

## Underarter
Arten delas in i följande underarter:
- N. f. fuelleborni
- N. f. venusta